# Nina Lemesch
Nina Lemesch (ukrainisch Ніна Лемеш; * 31. Mai 1973 in Tschernihiw) ist eine ehemalige ukrainische Biathletin.
Nina Lemesch betrieb seit 1991 Biathlon. Sie wird von Mykola Zots trainiert. Die Sportlehrerin hat eine Tochter. Lemesch debütierte 1994 in Bad Gastein im Biathlon-Weltcup und wurde 19. in einem Einzel. Es dauerte bis zu einem Sprintrennen 1997 in Oberhof, dass sie als Achte erstmals unter die besten Zehn lief. Kurz darauf gewann sie mit der ukrainischen Staffel in Nagano erstmals ein Weltcuprennen. Nach einer bis dahin eher mäßig verlaufenen Saison 1997/98 gewann sie überraschenderweise in Antholz das letzte vorolympische Sprintrennen. Es sollte ihr einziger Sieg in einem Einzelrennen bleiben. Die Saison 1998/99 sollte ihre beste werden. Mehrfach konnte sie sich sehr gut platzieren und schloss die Saison mit einem 17. Rang im Gesamtweltcup ab. Nur noch einmal konnte sie sich danach 2001 in Lake Placid als Sechste unter den Top 10 platzieren. Nach dem zweiten Weltcup der Saison 2003/04 beendete sie ihre Saison vorzeitig wegen einer Schwangerschaft. Ein Jahr später startete sie schon wieder im Europacup und kurz darauf auch wieder im Weltcup. Doch konnte sie nie wieder auch nur annähernd in die Weltspitze vordringen.
1995 nahm Lemesch in Antholz erstmals an Biathlon-Weltmeisterschaften teil. Mit der Staffel wurde sie hier Fünfte. Zwei Jahre später in Osrblie wurde Lemesch Sprint-Achte. Nach einer schlechten 1998er WM in Pokljuka lief es 1999 in Kontiolahti wieder besser. Im Sprint wurde sie 16., in der Verfolgung 19. und mit der Staffel lief sie auch einen fünften Rang. Auch die zweite Hälfte der Weltmeisterschaften des Jahres, die aus Wettergründen am Holmenkollen in Oslo ausgetragen wurde verliefen nicht minder gut. Im Massenstart wurde sie Elfte. Ein Jahr später konnte sie an selber Stelle mit der Staffel, der neben ihr auch Alena Subrylawa, Olena Petrowa und Tetjana Wodopjanowa angehörten, mit der Bronzemedaille erstmals eine Medaille gewinnen. Ein Jahr darauf konnte sie mit derselben Staffel dieses Ergebnis in Pokljuka wiederholen. Hinzu kamen ein 17. Platz im Sprint und ein 18. in der Verfolgung. Aufgrund ihrer Schwangerschaftspause trat sie erst drei Jahre später, 2004 in Oberhof, erneut bei Weltmeisterschaften an. Hier, wie auch bei allen anderen Welttitelkämpfen bis 2007 in Antholz konnte sie jedoch abgesehen von drei siebten Plätzen mit der Staffel keine nennenswerten Ergebnisse vorweisen.
Abgesehen von 2003 trat Lemesch von 2001 bis 2007 auch bei allen Europameisterschaften an. 2002 konnte sie mit der Staffel in Kontiolahti Bronze, 2005 in Nowosibirsk Silber gewinnen. Außerdem startete sie 1998 in Osrblie bei den Weltmeisterschaften im Sommerbiathlon und gewann Silber in Sprint und Verfolgung.
Lemeschs ersten Olympischen Spiele waren 1998 die Wettkämpfe von Nagano. Hier wurde sie im Einzel eingesetzt, wo sie den 21. Platz erreichte. Vier Jahre später in Salt Lake City war ihr bestes Ergebnis ein zehnter Platz mit der Staffel. Auch die Spiele 2006 von Turin verliefen sportlich mäßig, erneut war ihre beste Platzierung – ein elfter Platz – mit der Staffel.

## Biathlon-Weltcup-Platzierungen
Die Tabelle zeigt alle Platzierungen (je nach Austragungsjahr einschließlich Olympische Spiele und Weltmeisterschaften).
- 1.–3. Platz: Anzahl der Podiumsplatzierungen
- Top 10: Anzahl der Platzierungen unter den ersten zehn (einschließlich Podium)
- Punkteränge: Anzahl der Platzierungen innerhalb der Punkteränge (einschließlich Podium und Top 10)
- Starts: Anzahl gelaufener Rennen in der jeweiligen Disziplin
- Staffel: inklusive Mixed- und Single-Mixed-Staffeln

| Platzierung                      | Einzel | Sprint | Verfolgung | Massenstart | Staffel | Gesamt |
| -------------------------------- | ------ | ------ | ---------- | ----------- | ------- | ------ |
| 1. Platz                         |        | 1      |            |             | 2       | 3      |
| 2. Platz                         |        |        |            |             |         |        |
| 3. Platz                         |        |        |            |             | 8       | 8      |
| Top 10                           |        | 4      | 2          |             | 24      | 30     |
| Punkteränge                      | 10     | 24     | 15         | 4           | 29      | 82     |
| Starts                           | 29     | 73     | 33         | 4           | 29      | 168    |
| Stand: nach der Saison 2009/2010 |        |        |            |             |         |        |